# روروئونی کنشین: اعتماد و خیانت
روروئونی کنشین: اعتماد و خیانت (ژاپنی: るろうに剣心 -明治剣客浪漫譚- 追憶編 هپبورن: Rurōni Kenshin -Meiji Kenkaku Rōman Tan- Tsuioku-hen) ؛(به انگلیسی: Rurouni Kenshin: Trust & Betrayal) یک اووی‌ای (انیمه) ژاپنی به کارگردانی کازوهیرو فوروهاشی است که بر اساس مجموعه مانگای روروئونی کنشین اثر نوبوهیرو واستوکی ساخته شده است.